# Marcel Franckson (médecin)
Pour les articles homonymes, voir Franckson.
Jean, René, Marcel Franckson, né le 27 avril 1922 à Bruxelles et mort 12 février 2018 dans cette même ville est docteur en médecine et chercheur. 
Membre de la Résistance intérieure belge, il est professeur à la Faculté de médecine de l'Université libre de Bruxelles, président de l'Union professionnelle des médecins des hôpitaux universitaires de Bruxelles.

## Milieu familial
Jean, René, Marcel Franckson dit Butch, Ulysse puis Martial est né à Bruxelles le 27 avril 1922. Il est le second fils d’une famille liégeoise dont le père, Marcel Franckson, occupe en 1940 le poste d’ingénieur en chef à la SNCB. Ses amis, sa famille et ses connaissances utilisaient le prénom de Marcel.
Le père, défenseur des grandes valeurs de l’humanisme et de la démocratie, s’engagea en résistance contre l’occupant nazi et ses fils le suivirent.

## La Résistance

### Le Comité de surveillance de l'ULB et la résistance à Bruxelles
Entré en 1939, à 17 ans, en 1re candidature de médecine à l’ULB, J.R. Marcel Franckson y fait partie du groupe d’étudiants de diverses facultés qui fondent en octobre 1940 le « Comité de surveillance ». La fermeture de l’université en novembre 1941 conforte son option en faveur d’une action directe contre l’occupant. Il s’attelle désormais à la sélection parmi ses compagnons de ceux qu’il estime prêts à l’action clandestine,,. 
Leurs activités principales consistent à distribuer des tracts anti-allemands et à publier un journal de propagande clandestin comme Ça ira! Les Nazis à la lanterne. Après la fermeture de l’ULB, le Comité de surveillance, compte une centaine de membres et s’organise suivant six zones géographiques : Laeken, Jette, Anderlecht, Ixelles, Auderghem et Uccle. Les activistes s’engagent dans la lutte armée et signent leurs premiers sabotages en mars 1942. Marcel Dumonceau dirige les secteurs situés au sud du canal (Ixelles, Uccle et Auderghem) tandis que Martial est chargé des secteurs nord (Laeken, Jette et Anderlecht). Une de leurs activités récurrentes vise les véhicules allemands stationnés dans les Hauptkraftfahrenpark (parc automobile militaire). Ils montent également d’audacieuses opérations pour nourrir les personnes vivant dans la clandestinité. Grâce aux renseignements fournis par des fonctionnaires patriotes, ils braquent en avril 1943, une ambulance transportant les timbres de ravitaillement d’Etterbeek et répètent l’opération à Ixelles au mois de juin ,. 
Martial est dénoncé et pourchassé par l’occupant; il doit entrer en clandestinité en février 1943. Étant inscrit en médecine à l’UCL, une couverture qui lui permet d’échapper au Travail Obligatoire, les Allemands le traquent sur le campus de l’Université de Louvain. Portant chapeaux et longs manteaux noirs, deux agents de la Gestapo interrompent le cours de physiologie pour le rechercher. Ils ont vérifié tous les papiers d’identité, mais le principal intéressé n’est heureusement pas présent.

### Le maquis des Ardennes
Pourtant, la répression se fait de plus en plus forte et le bouclage de la capitale toujours plus sévère, le groupe Franckson doit quitter Bruxelles durant l’été 1943, pour s’implanter dans les Ardennes.
Il a 20 ans. Tous ceux qu’il recrute sont frappés par son esprit aiguisé et la force tranquille qui émane de lui. Sa chaleur humaine et sa bonhomie cachent mal la réflexion toujours en éveil d’un analyste redoutable. Son périple le conduit en 1942 et 1943 avec ses premiers compagnons à travers une difficile guérilla citadine vers l’édification de maquis en Haute-Ardenne et ensuite en divers sites forestiers de Thiérache. De ces camps en forêt il mènera avec son groupe une lutte armée savamment organisée et impitoyable .

### Le SOE et le Groupe Hotton
En 1943, le Special Operations Executive (SOE), organise une mission de sabotage à grande échelle qui reçut le nom de code Hotton. Le but de cette mission, confiée à la Résistance belge, est de détruire les voies de communication et de télécommunication utilisées par les Allemands afin de faciliter l’avance des troupes alliées après le débarquement. L’équipée de Martial est sollicitée et devient le groupe D du Service de Sabotage Hotton chargé du district Chimay-Couvin. 
À l’annonce de l’approche des troupes alliées, le groupe D sabote les locomotives des trains reliant Chimay et la Meuse. Une seconde opération fructueuse permet la coupure des câbles de télécommunication reliant Berlin, Reims et Paris.
Son père, chef de la Région II du Service Hotton est arrêté le 27 mai 1944. Cela le prive d’un conseiller sûr et c’est donc seul qu’à 22 ans Martial se charge de la responsabilité de diriger un réseau comprenant entre 130 et 250 personnes . 
Pendant toutes ces années, Martial organise avec méthode le financement, l’armement, le charroi, la sécurité et la formation à la guérilla . 
L'objectif général assigné par le SOE est de détruire les télécommunications de l'ennemi et de bloquer le trafic ferroviaire. La mise en œuvre de cet objectif et la tactique sont à l'appréciation du réseau,. D'autres actions sont mises en œuvre, telles que les attaques de convois routiers et l'élimination d'agents ennemis ou au service de l'ennemi,.
Pendant toutes ces années aussi, Martial sera un des hommes les plus recherchés par toutes les polices allemandes depuis la Belgique jusqu’aux frontières espagnoles .
Le 4 septembre 1944, sans avoir jamais effectué de service militaire, il fut commissionné au grade de Lieutenant de complément et affecté à l’État-major des Troupes de l’Intérieur de Namur.

### Distinctions honorifiques
La longue lutte entreprise dès 1940 par Martial et ses compagnons et en particulier les résultats spectaculaires obtenus par le Groupe D du Service de Sabotage Hotton ont été vivement appréciés après la Libération par les autorités belges et tout spécialement par les représentants du SOE. Parmi les nombreuses distinctions honorifiques qui lui furent décernées en reconnaissance de ses remarquables états de service figurent :
- La commanderie de l’Ordre de Léopold II avec palme.
- La croix de guerre avec palme.
- La King’s Medal for Courage in the Cause of Freedom.

Il avait alors 23 ans. 

### Le chroniqueur
Jusqu'à un âge avancé (plus de 90 ans), Martial contribua à la connaissance de l'histoire de la Résistance au travers de nombreuses publications,,,,, d'interviews, et de participations à des émissions télévisées, et des films .  
Il fut cité dans plusieurs ouvrages concernant la résistance ,. 
Il contribua aussi à la conception et à la mise en œuvre du site mémoriel et historique de Brûly-de-Pesche 1940.
La plupart des archives du groupe D du Service de Sabotage Hotton sont gérées par le Centre d'études guerre et société. 

## La médecine
En 1945, J.R. Marcel Franckson reprit ses études médicales qu’il compléta par une spécialisation en médecine interne. 

### Le chercheur
C'est au Laboratoire de médecine expérimentale qu'il commença sa carrière en menant des travaux en endocrinologie clinique et en diabétologie, contribuant à la visibilité internationale du Laboratoire et à la mise en place de l' Association européenne pour l'étude du diabète. Il fut l'auteur ou co-auteur de plus de 120 publications.

### Le professeur et le manager
Après sa carrière de chercheur en endocrinologie de l’ULB, il fut appelé en 1967 à la direction du Laboratoire de Chimie clinique de Hôpital Saint-Pierre (centre hospitalier universitaire) où il joua un rôle décisif  dans la modernisation de ce laboratoire. 
Il assuma aussi l’enseignement de cette discipline comme Professeur à la Faculté de Médecine de l’Université Libre de Bruxelles. 
Parallèlement à ces fonctions, il fut président de l'UPMHB (Union Professionnelle de Médecins de Hôpitaux Universitaires de Bruxelles) de 1972 à 1982. 
Il fut auprès de l’INAMI (Institut national d’assurance maladie-invalidité) et du Ministère de la Santé conseiller pour une meilleure gestion des hôpitaux publics.
Sa générosité et la chaleur de son enthousiasme humain étaient des qualités mises en avant par ses collègues, à côté de ses compétences scientifiques, cliniques, didactiques et de gestion .

## Publications
Les publications concernant l'histoire de la résistance pendant la guerre 40-45 sont référencées ,,,,,.
Les publications dans le domaine médical sont reprises sur le site Web en référence.

## Photos

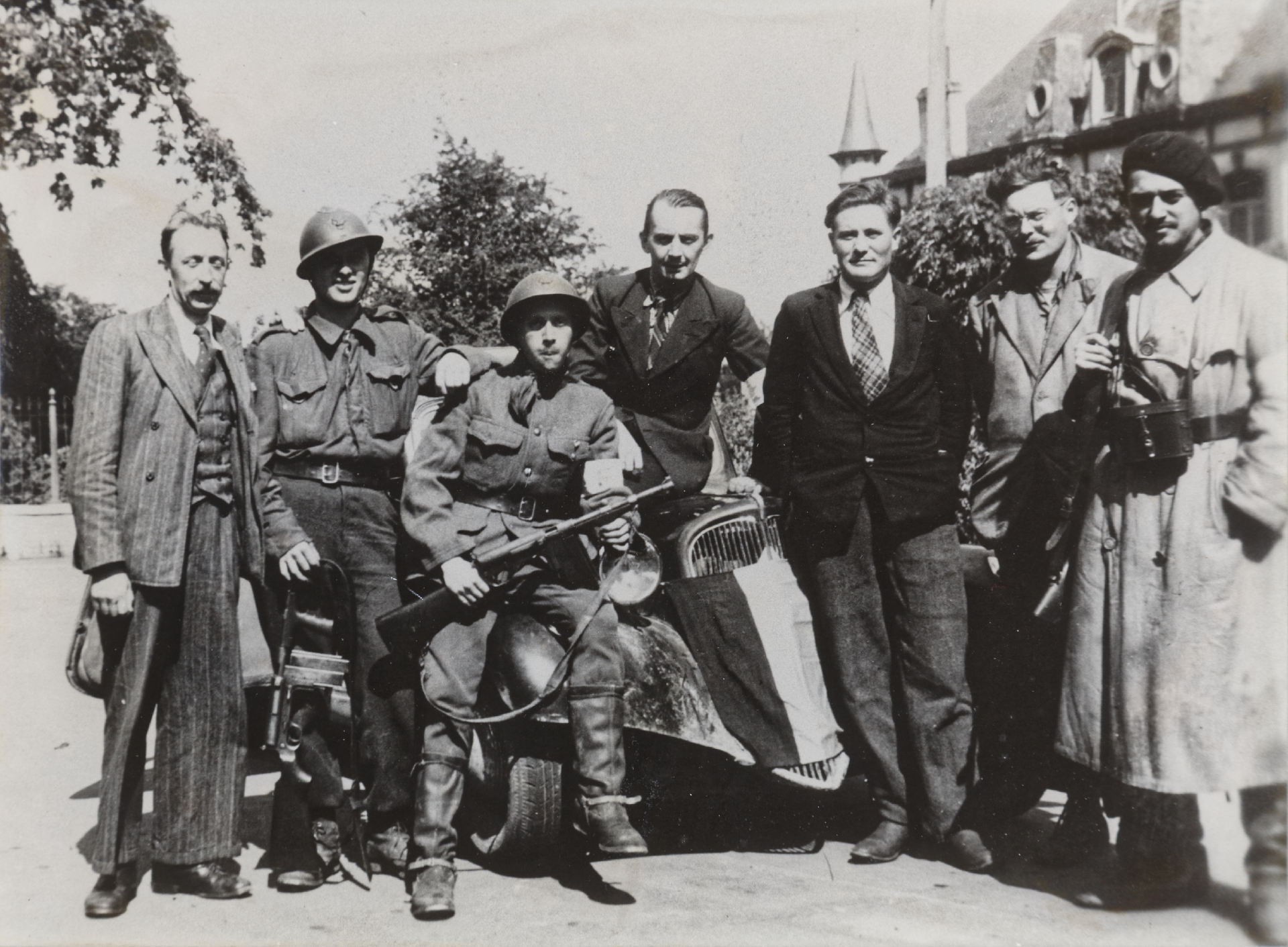
Martial avec quelques camarades du Service Hotton
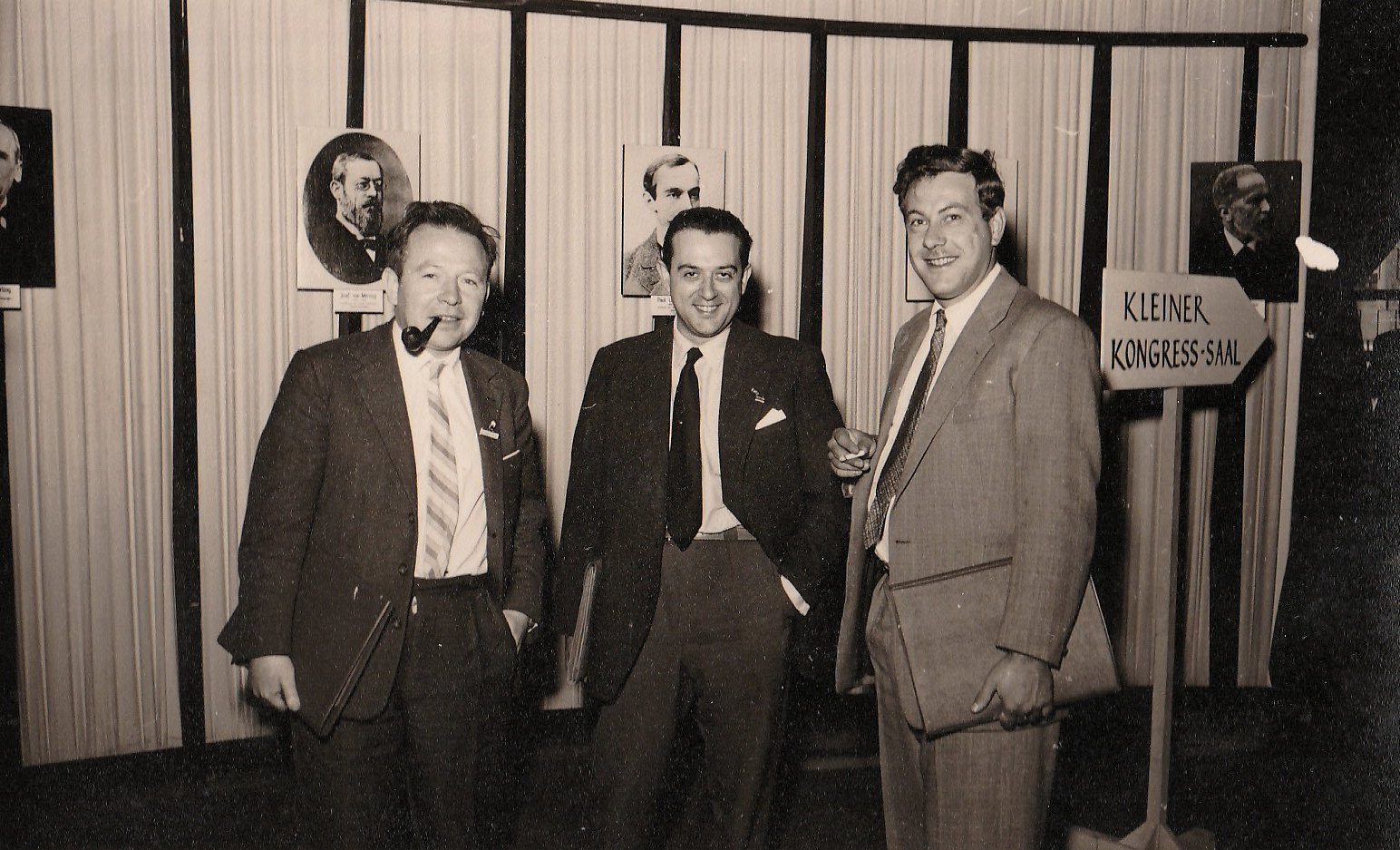
Congrès médical avec Victor Conard et Roger Bellens
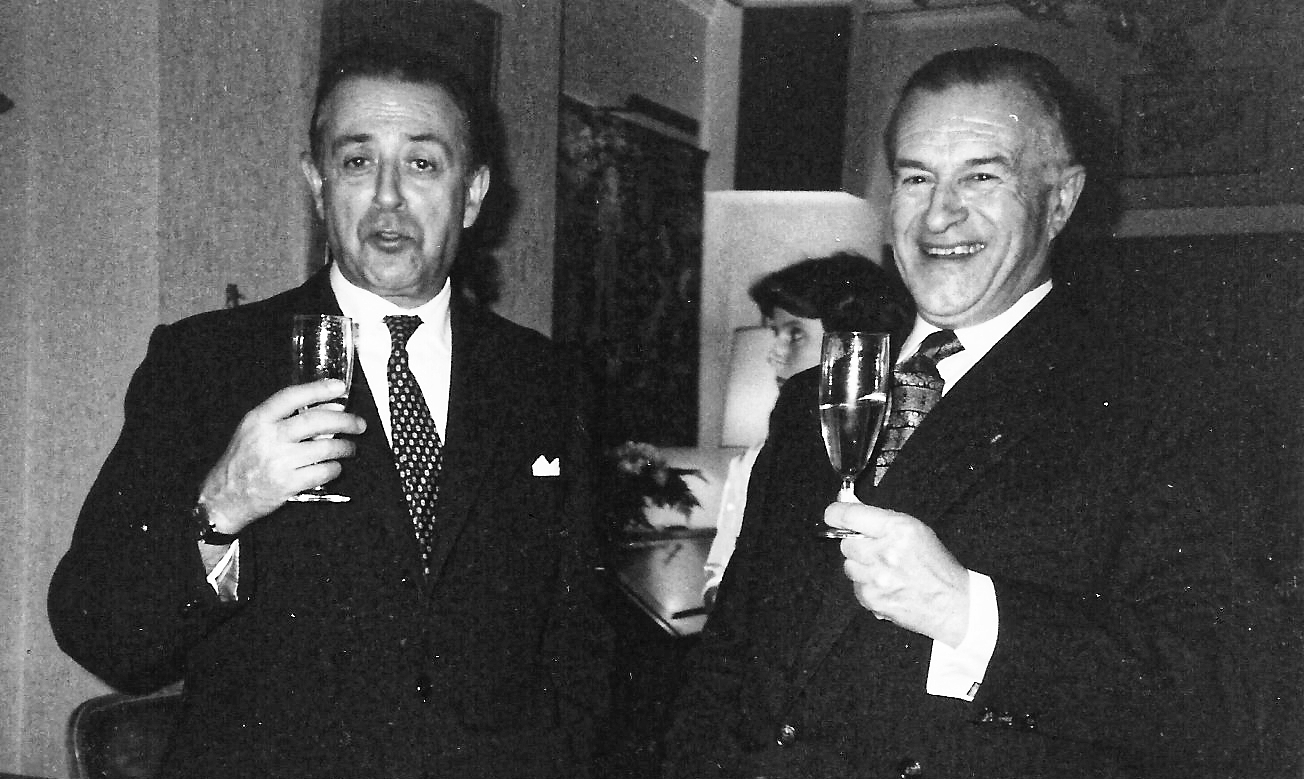
J.R. Marcel Franckson et son frère Renaud
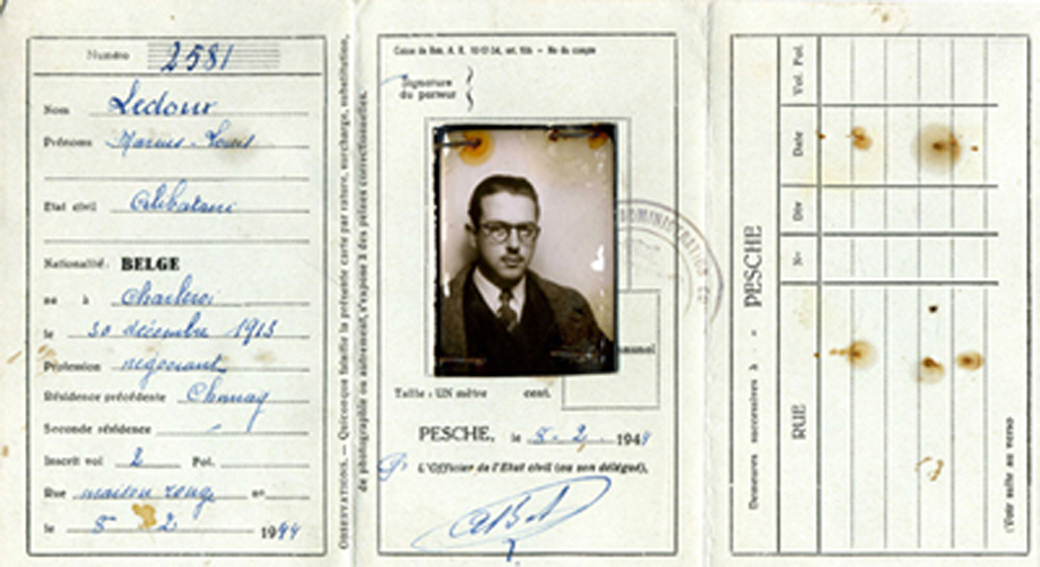
Fausse carte d'identité de Martial utilisée pendant la guerre
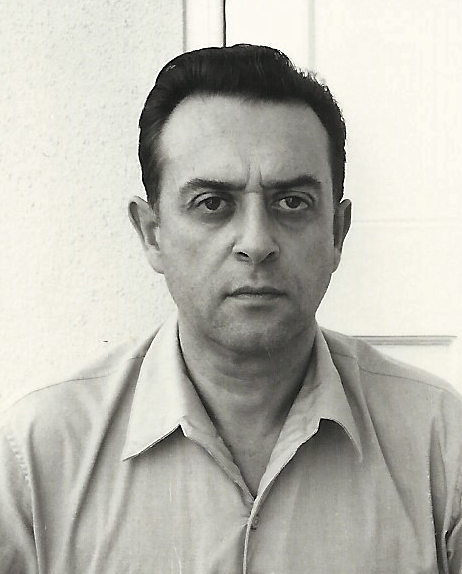
J.R. Marcel Franckson dans les années 1960